# Базилика Святого Лика
Базилика Святого Лика (итал. Basilica del Volto Santo) — малая базилика и санктуарий во имя Святого Лика в архиепархии Кьети-Васто Римско-католической церкви. Находится в городе Маноппелло, в провинции Пескара, в регионе Абруццо, в Италии. Является местом паломничества к хранящейся здесь реликвии — Священному Мандилиону (предполагаемому плату Вероники) — запечатлённому чудесным образом на виссоне лику Иисуса Христа.

## История

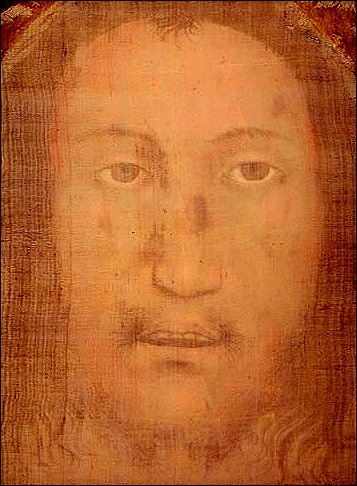
Святой Лик в Маноппелло

История основания храма связана с появлением в Маноппелло образа Святого Лика. В 1506 году реликвию в город принёс таинственный странник. Он передал её местному жителю Джакомо-Антонио Леонелли, после чего исчез. После тщательного обследования было принято решение о подлинности реликвии. Образ хранился в семье Леонелли, пока Марция Леонелли не продала его нотариусу Донато Антонио де Фабритиису. Новый владелец передал его на хранение священнику-капуцину Клименту из Кастельвеккьо. Виссон нуждался в реставрации, которую провёл монах-капуцин Ремигий из Рапино. Он обрезал ткань, которая раньше представляла собой скатерть, после чего поместил образ в раму из грецкого ореха и укрыл за колпаком из двух стекол.
Храм во имя Святого Лика был построен около 1620 года на холме близ города Маноппелло по заказу всё того же Донато Антонио де Фабритиис. При церкви им был основан монастырь капуцинов, которому в 1638 году он подарил образ Святого Лика.
С середины XIX до середины XX века храм неоднократно перестраивали из-за возросшего числа паломников. Единственной постройкой со времени основания осталась Капелла Святого Лика. Она была построена в 1686 году и находится справа от хоров. Здесь хранилась реликвия. С 1703 года празднование ей проходит в день Преображения Господня.
В сентябре 2006 года храм посетил Его Святейшество папа римский Бенедикт XVI. Во время своего визита он возвёл церковь Святого Лика в ранг малой базилики.

## Внутреннее убранство

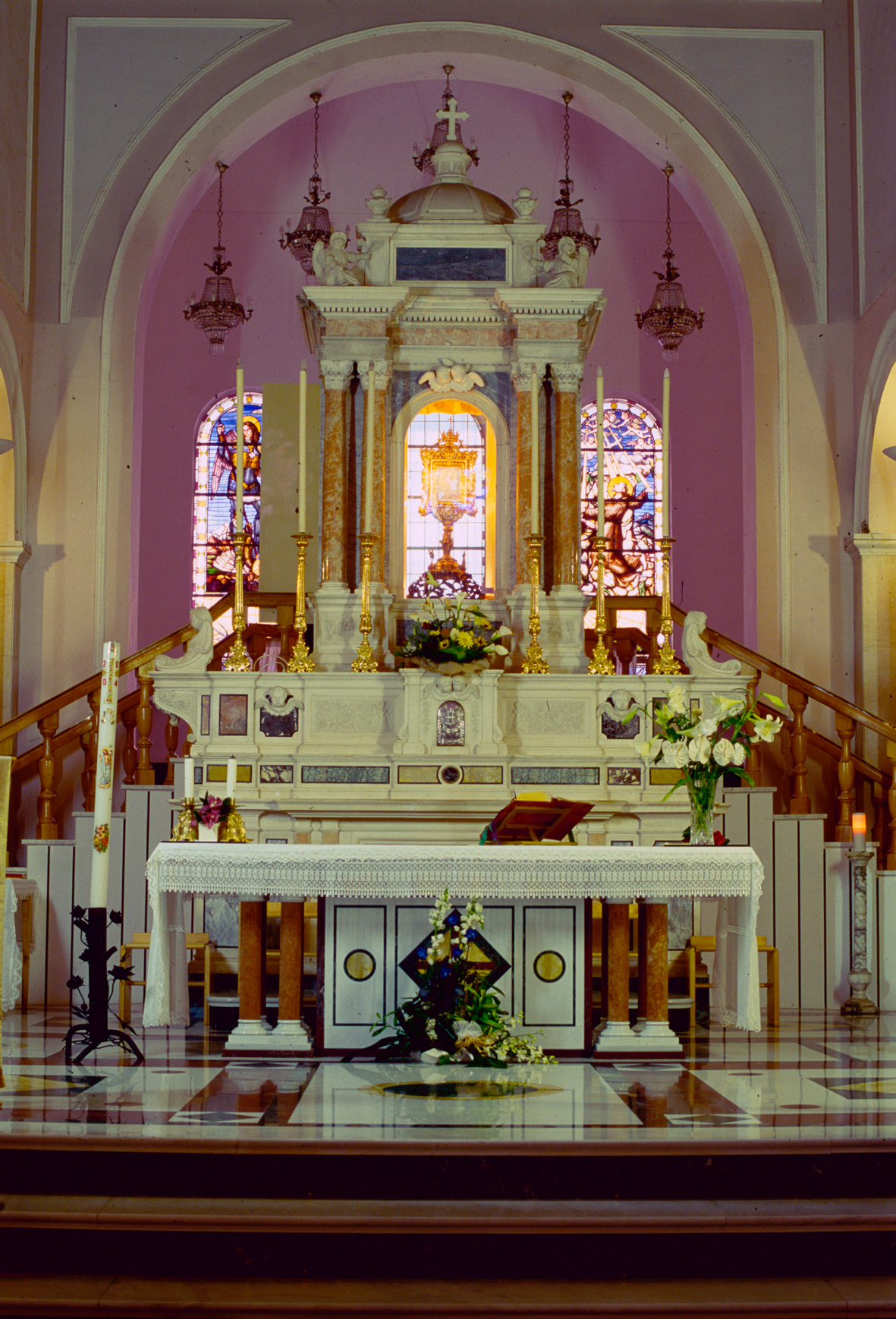
Алтарь Святого Лика в Маноппелло

Фасад в стиле ренессанса выполнен из красных и белых каменных блоков, объединенный в геометрическую конструкцию с крестиками. В центре находится роза, которая является копией такого же окна в базилике Санта-Мария-ди-Коллемаджо в Л’Акуиле.
Храм представляет собой базилику с единственным нефом. Интерьер выдержан в стиле барокко. За мраморным алтарём, возведённом в 1914 году, хранится образ Святого Лика. Он стоит на постаменте за стеклянным колпаком, подобно реликвии в церкви Святого Франциска в Ланчано.
На левой стороне базилики находится колокольня, разделенная на три уровня с помощью белых каменных карнизов. Как и многие местные колокольни XVII века, она построена из красного кирпича с декоративными элементами из белого камня. Центральную часть нижнего сектора колокольни занимает Роза, в то время, как два верхних сектора имеют арочные проемы для колоколов.
В базилике имеются произведения сакрального искусства, особое внимание среди которых заслуживает деревянный табернакль монахов-капуцинов Марангони, серебряный реликварий Святого Лика, выполненный неаполитанскими мастерами XVIII века, и картина «Восхождение на Голгофу» кисти неизвестного мастера эмилианской школы XVII века.